# Bronzeschilde von Herzsprung
Koordinaten: 53° 4′ 8″ N, 12° 29′ 24″ O
Die beiden spätbronzezeitlichen Bronzeschilde von Herzsprung wurden im Jahr 1844 einen Kilometer östlich von Herzsprung in Brandenburg von einem Bauern in zwei Meter Tiefe ausgegraben. Im 8. Jahrhundert v. Chr. deponierte man sie dort übereinander im damaligen Moor.

## Beschreibung
Die Schilde wurden in einer Grube – an der Stelle eines früheren Wasserloches – unter Eichenblöcken von einem Bauern als Moorfund ausgegraben. Einer der Prunkschilde ist rund mit einem Durchmesser von etwa 70 Zentimetern, während der andere leicht oval ist und einen Durchmesser von 68 bis 71 Zentimetern aufweist. Das Gewicht beider Schilde beträgt zusammen etwa 1,45 Kilogramm. Die dünnwandigen aus Bronzeblech gearbeiteten, einst hell glänzenden Schilde dienten ausschließlich als Prunkwaffen. Sie wiesen keine Gebrauchsspuren auf. Zusammengefaltet und damit für den Gebrauch untauglich, wurden sie dem Moor übergeben. Spätbronzezeitliche Schilde wurden in ganz Europa nur einzeln oder gruppiert in Horten gefunden, nie traten sie vergesellschaftet mit anderen Funden auf.

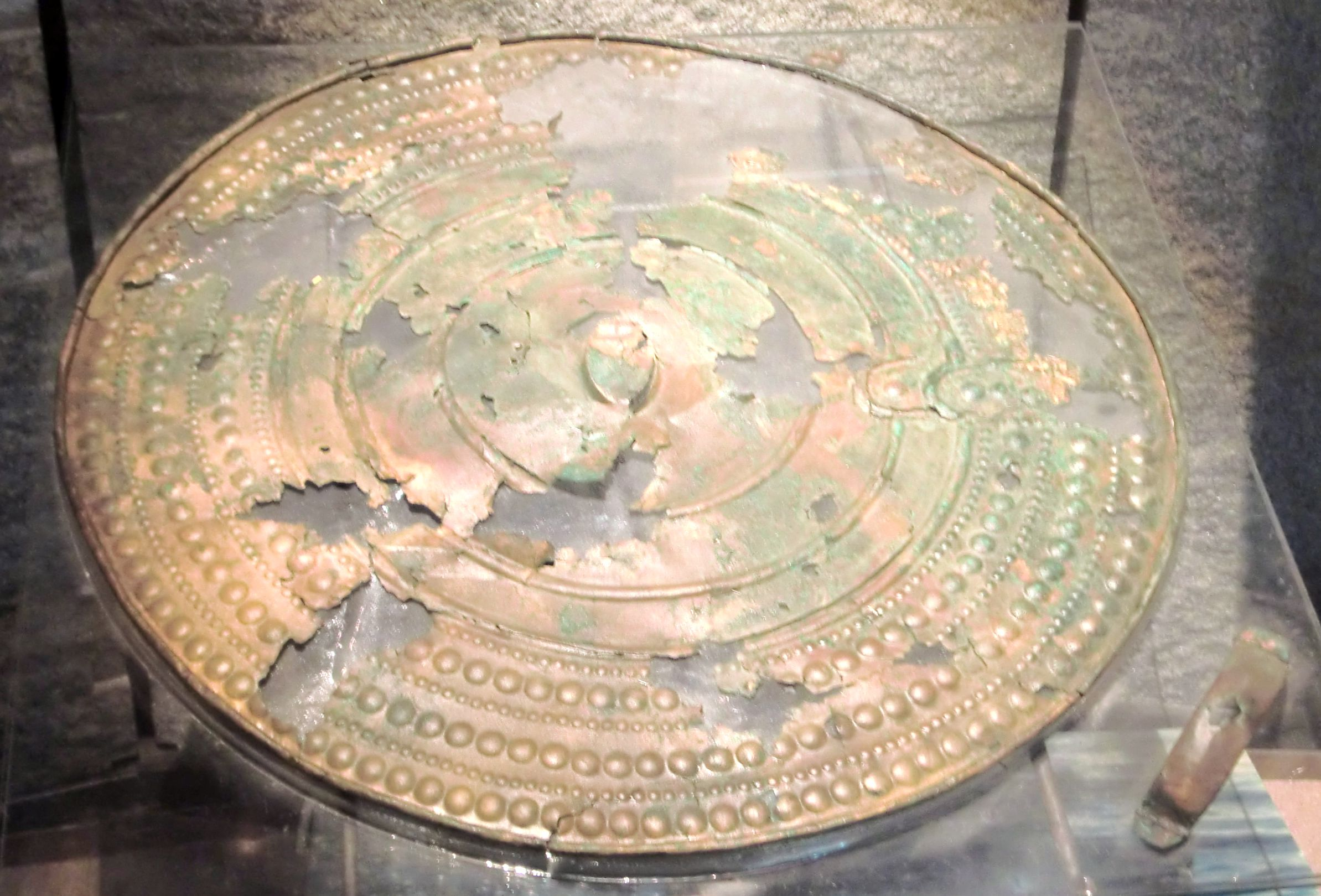
Bronzeschild aus Fröslunda vom Typ Herzsprung

Mooropfer und -deponierungen sind aus verschiedenen Kulturen belegt. Sie weisen einzigartige Erhaltungsbedingungen auf und erlauben Einblicke in religiöse Vorstellungen und Praktiken. Die beiden Bronzeblechschilde, die den Herzsprungtyp etablierten, gehören in die späte Nordische Bronzezeit. Es existiert ein Bericht über den außergewöhnlichen Fund. Die längs mittig zusammengefalteten Schilde hat man zweifellos nicht verloren. Das Fehlen von Hieb- und Stichspuren sowie die für einen Gebrauch zu dünnen Schildfesseln deuten darauf hin, dass es sich um Zeremonialschilde handelte. Dazu passt der hohe Zinngehalt (12,42–13,25 Prozent), der den Schilden Glanz verlieh.
Das Bronzeblech der beiden Schilde ist 0,4 mm dünn ausgetrieben. Vom Herstellungsprozess zeugen strahlenförmige Linien auf der Innenseite, die durch radiales Aushämmern mit einem Treibhammer entstanden. Der Rand wurde zur Stabilisierung um einen Verstärkungsring aus Blei geschlagen. Im Zentrum des einen Schildes sitzt ein ovaler, von innen ausgetriebener Schildbuckel. Er ist gerade so groß, dass darunter eine Faust Platz findet, die den Schild hielt. Die Schildaußenflächen sind mit konzentrischen Mustern verziert. Da der Schildbuckel oval ist, besitzen die inneren Verzierungsringe ebenfalls ovale Umrisse, werden aber zum Rand hin kreisförmiger, obwohl der Eindruck eines Ovalschildes besteht. Die auf der Schildrückseite häufig angebrachten Ösen, die das Tragen mittels eines Riemens ermöglichen, fehlen.
Gebrauchstüchtige Schilde der Bronzezeit bestanden aus Leder oder Holz, doch haben sich davon kaum Exemplare erhalten. Eine seltene Ausnahme bildet der Lederschild aus Clonbrin County Longford in Irland, der auch Ziermerkmale der Herzsprungschilde aufweist.

## Weitere Funde
15 Bronzeschilde vom Herzsprung-Typ wurden 1985 in einem Moor nahe Lidköping in Schweden entdeckt. Ein weiteres schwedisches Exemplar stammt aus Nackhälla. Aufgrund des konzentrierten Vorkommens in Schweden darf man die Herstellung des Typus Herzsprung im südlichen Skandinavien vermuten. Den Bezug zum nordischen Kreis stellen die gemeinsamen Deponierungsumstände her. Es wurden kleine Moore bevorzugt.
Den Herzsprungschilden Südskandinaviens und Norddeutschlands stehen Typen anderer Regionen (Dänemark, Großbritannien und Südwestdeutschland) gegenüber. Während die Schilde in Dänemark und Großbritannien in der Regel ebenfalls in Mooren gefunden wurden, handelt es sich bei den süddeutschen Exemplaren um Flussfunde.

## Interpretation
Im Zusammenhang mit den Bronzeamphoren der Vejo-Gevelinghausen-Seddin Gruppe wird in Fachkreisen darüber diskutiert ob die Verzierung der Schilde einen kalendarischen Hintergrund hat. Der erste Schild besitzt eine Buckelanzahl von 707. Wird für jeden Buckel ein Tag angenommen, so entspräche ihre Anzahl der Dauer von zwei synodischen Mondjahren. Der genaue Wert von zwei synodischen Mondjahren ist 708,7 Tage. Die inneren zwei Buckelreihen ergeben 167 + 185 = 352 Tage und die zwei äußeren Reihen 152 + 203 = 355 Tage. Dem steht die Kritik gegenüber, dass nur Annäherungswerte erreicht werden und keine exakte Systematik zu erkennen ist. Ein praktikabler Gebrauch sei dadurch kaum vorstellbar.